# Frans Snyders
Frans Snyders of Frans Snijders (Antwerpen, 11 november 1579 – aldaar, 19 augustus 1657) was een Vlaams schilder van dieren, jachttaferelen, markttaferelen en stillevens. Hij was een van de eerste gespecialiseerde animaliers en gaf verder de aanzet tot een grote verscheidenheid aan nieuwe vormen van stillevens en dieronderwerpen in Antwerpen.  In zijn jachtscènes legt hij de nadruk op actie en dynamiek. Hij werkte regelmatig samen met vooraanstaande Antwerpse schilders als Peter Paul Rubens, Antoon van Dyck en Jacob Jordaens.

## Biografie
Snyders werd geboren in Antwerpen als zoon van Jan Snijders, de uitbater van een wijnherberg die door kunstenaars werd bezocht. Volgens de legende zou de beroemde 16de-eeuwse schilder Frans Floris zijn fortuin hebben verteerd in de herberg van zijn vader. De moeder van Snyders was Maria Gijsbrechts.  Snyders had vijf broers en zussen.  Zijn broer Michiel werd ook schilder, maar van hem zijn geen werken bekend.
Hij werd in 1593 leerling van Pieter Brueghel de Jonge en werd in 1602 geaccepteerd als meester in het Antwerpse Sint-Lucasgilde.  Hij is erin vermeld als Franciscus Snyers. Later ging hij in de leer bij Hendrik van Balen.

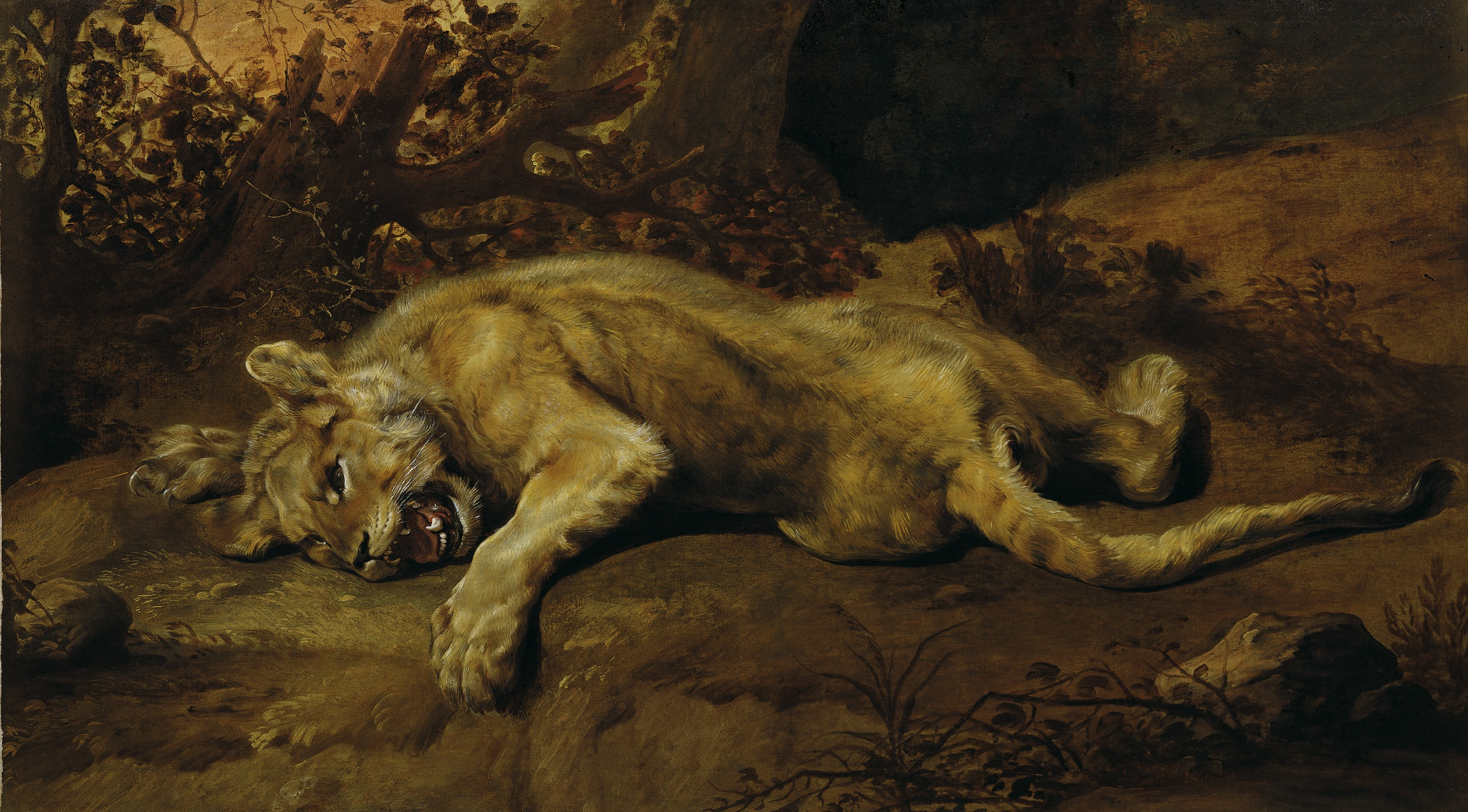
Liggende leeuwin, ca. 1620-30, Liechtenstein Museum, Wenen

Hij bezocht Italië in de jaren 1608-9, waar hij een bezoek bracht aan Rome. Hierna reisde hij naar Milaan. Jan Brueghel de Oude had hem daar per brief voorgesteld aan de beroemde kunstverzamelaar kardinaal Borromeo. Brueghel vroeg Snyders een kopie te schilderen naar een portret van Titiaan in de Borromeo-collectie. Dit wordt beschouwd als bewijs dat Snyders een bekwaam figuurschilder was voordat hij zich op het schilderen van stillevens toelegde. Snyders was in het voorjaar van 1609 naar Antwerpen teruggekeerd. In 1611 trouwde hij met Margaretha, de zuster van Cornelis de Vos en Paul de Vos (een ander animalier) in Antwerpen.
Hij werd benoemd tot de eerste schilder aan het hof van Albrecht van Oostenrijk, die toen de landvoogd was van de Zuidelijke Nederlanden, en voor wie hij enkele van zijn mooiste werken uitvoerde. Hij werkte ook voor aartshertog Leopold Willem van Oostenrijk, toen hij landvoogd van de Zuidelijke Nederlanden werd. Snyders had vele andere opdrachtgevers, onder wie de Gentse bisschop Antonius Triest, die rond 1615 vier schilderijen met markttaferelen liet maken (in de Hermitage, Sint-Petersburg). Hij was bevriend met Van Dyck die meerdere portretten van hem en zijn vrouw schilderde. Snyders had commercieel succes en kon een huis kopen in de chique Keizerstraat in Antwerpen. In 1628 werd hij deken van het Sint-Lucasgilde.

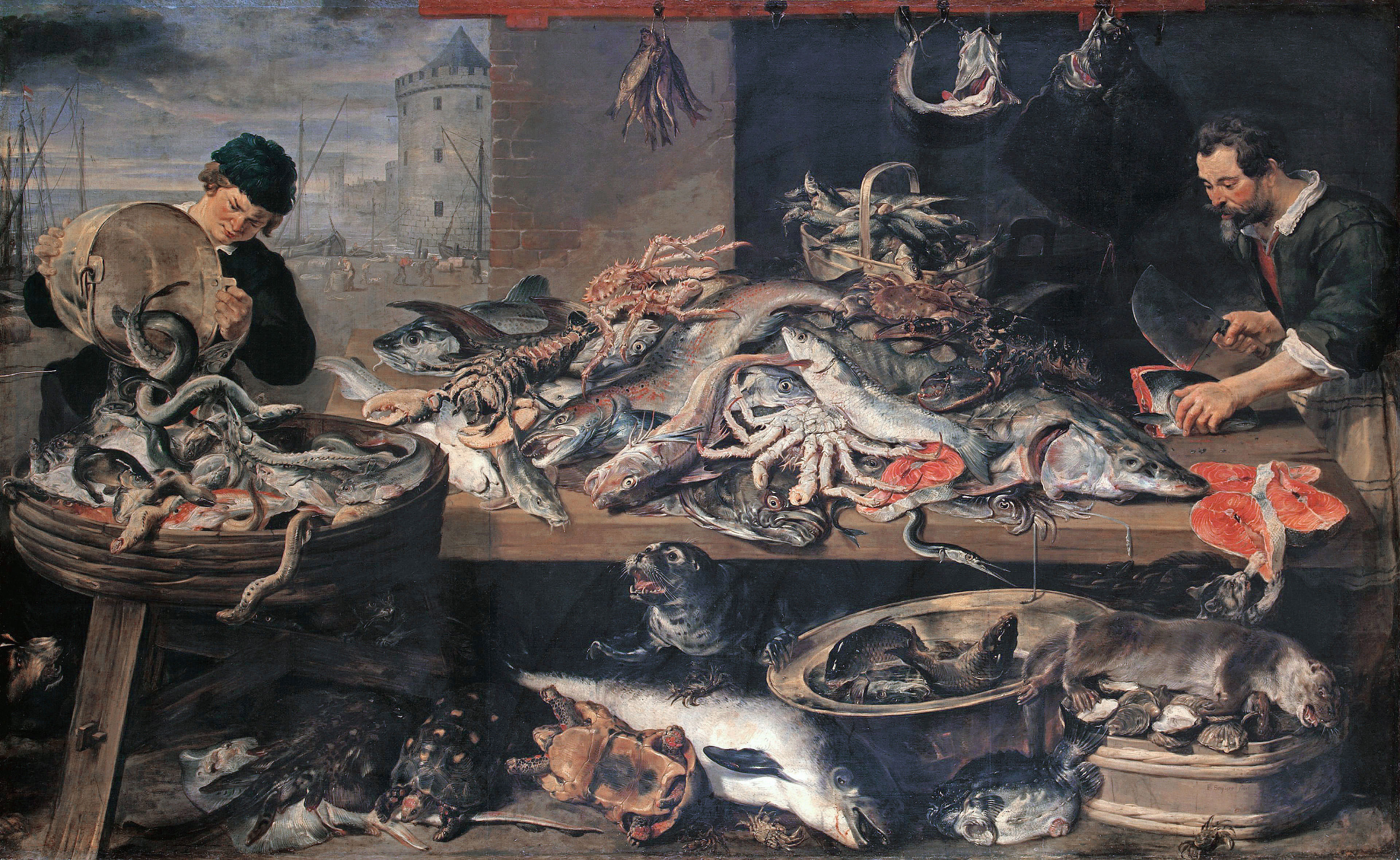
Viskraam, 1618-21, Hermitage, Sint-Petersburg

In de periode 1636-1638 was hij een van de Antwerpse kunstenaars die Rubens assisteerden bij een grote opdracht voor decoraties voor het jachtpaviljoen Torre de la Parada van Filips IV van Spanje. De twee kunstenaars werkten ook samen aan decoraties voor het Koninklijk Alcázar en het Buen Retiro-paleis in Madrid. Snyders schilderde ongeveer 60 jachtschilderijen en dierstukken naar ontwerpen van Rubens. In 1639 kregen Rubens en Snyders een vervolgopdracht voor nog eens 18 schilderijen voor het jachtpaviljoen.  Na de dood van Peter Paul Rubens trad Snyders op als een van de taxateurs van de inventaris van Rubens' collectie.
Zijn leerlingen waren onder meer Nicasius Bernaerts, Juriaen Jacobsz., Jan Roos, Paul de Vos en Jan Fijt. Peter van Boucle beweerde dat hij een leerling was van Frans Snyders maar er zijn in Antwerpen geen geschreven bronnen voorhanden die de bewering kunnen staven. Er zijn echter stilistische overeenkomsten in de kunstwerken die doen vermoeden dat hij in de nabijheid van Snyders heeft gewerkt.

## Werk

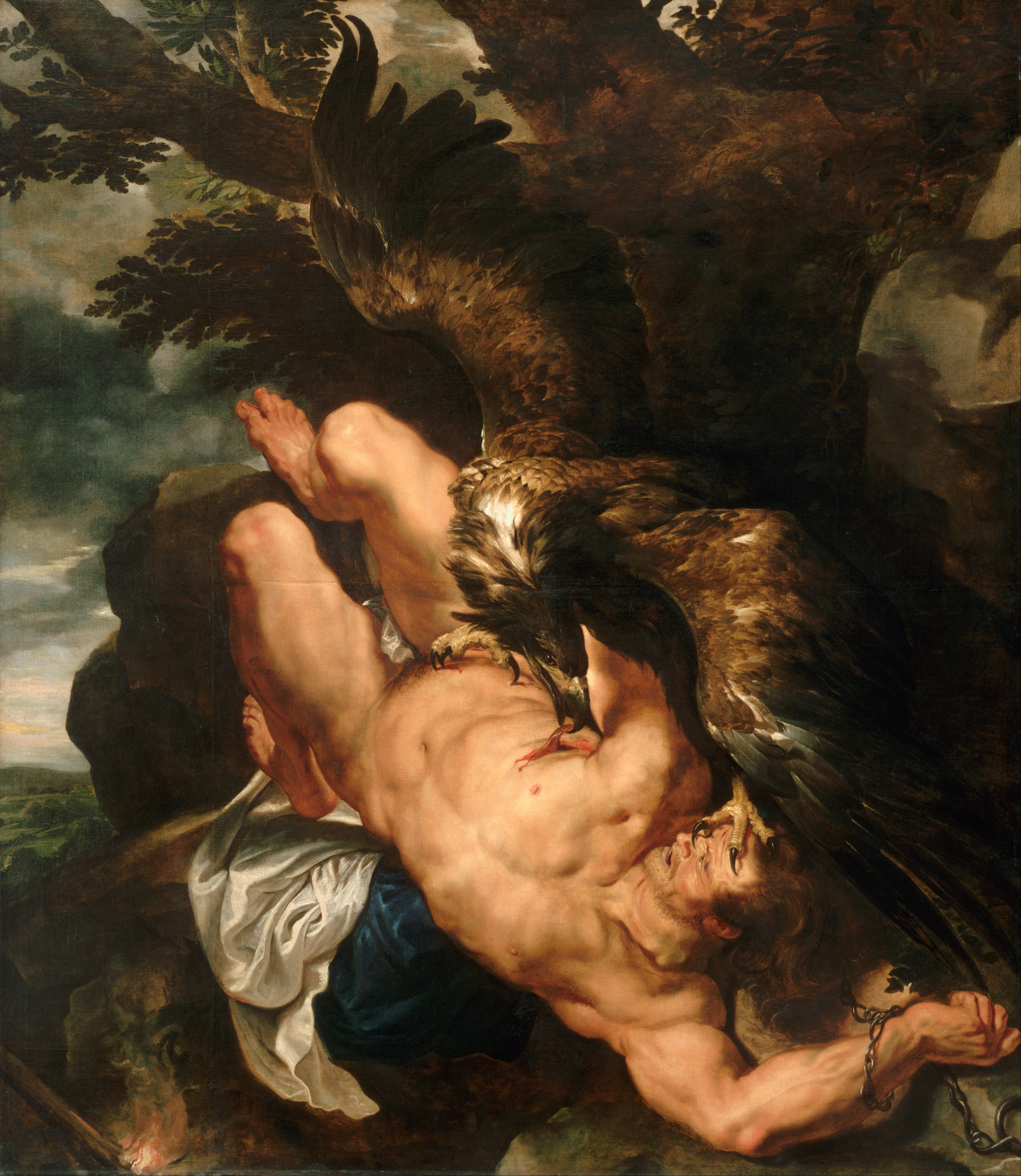
Geketende Prometheus van Rubens met de adelaar van Zeus door Snyders, 1611-1618, Philadelphia Museum of Art

Ten tijde van Peter Paul Rubens stond Snyders bekend als specialist in het schilderen van jachttaferelen, dieren en stillevens. De grote meester zelf deed geregeld een beroep op Snyders om delen van zijn schilderijen voor zijn rekening te nemen. Beiden legden ze als barokschilders in hun jachtscènes de nadruk op actie en dynamiek, maar Snyders laat de mensen buiten beeld. Hij concentreerde zich op de natuur: de jachthonden, het opgejaagde wild, de opgeschrikte vogels, de planten in de buurt.
Snyders was de eerste kunstenaar die zich toelegde op voorvallen met uitsluitend dieren in alledaagse omgevingen.  In deze creaties waren dieren als honden, katten en apen de enige hoofdrolspelers. De scènes omvatten gevechten tussen dieren, jachtpartijen door dieren, scènes uit fabels en symbolische voorstellingen.
Hij schilderde ook veel markttaferelen en zijn vroegste werk op dit gebied was geïnspireerd op het werk van Pieter Aertsen en Joachim Beuckelaer, die het genre in het 16e-eeuwse Antwerpen hadden ontwikkeld. Terwijl Aertsen en Beuckelaer vaak een religieuze scène op de achtergrond van hun marktstukken plaatsten, zag Snyders hiervan af. Aanvankelijk werkte hij in een maniëristisch idioom. Geleidelijk aan rijpte zijn stijl door zijn kennismaking met de Italiaanse kunst tijdens zijn reis naar Italië en het werk van Rubens na diens terugkeer in Antwerpen. Daardoor verdween na 1614 de donkere omgeving van zijn vroege stillevens en werd hij een fijn colorist met sterke compositorische vaardigheden die hem in staat stelden een overvloed aan ongelijksoortige voorwerpen te structureren.
Hij schilderde niet alleen veel grote markt- en voorraadkamertaferelen en wildstillevens, meestal met dode herten, maar ook kleinere werken die deden denken aan de ontbijtjes en stillevens die rond 1600 in de noordelijke kunst ontstonden. In plaats van de beschrijvende manier van de Antwerpse schilder Osias Beert voort te zetten, combineerde Snyders' vernieuwende stillevens voorwerpen in groepen tot een geometrisch gestructureerde compositie.  Terugkerende motieven waren dode hazen en vogels, tazze (ondiepe edelmetalen schotels op een hoge voet), manden met druiven en ander fruit, geëmailleerde kruiken en Chinees Kraakporselein.

## Galerij

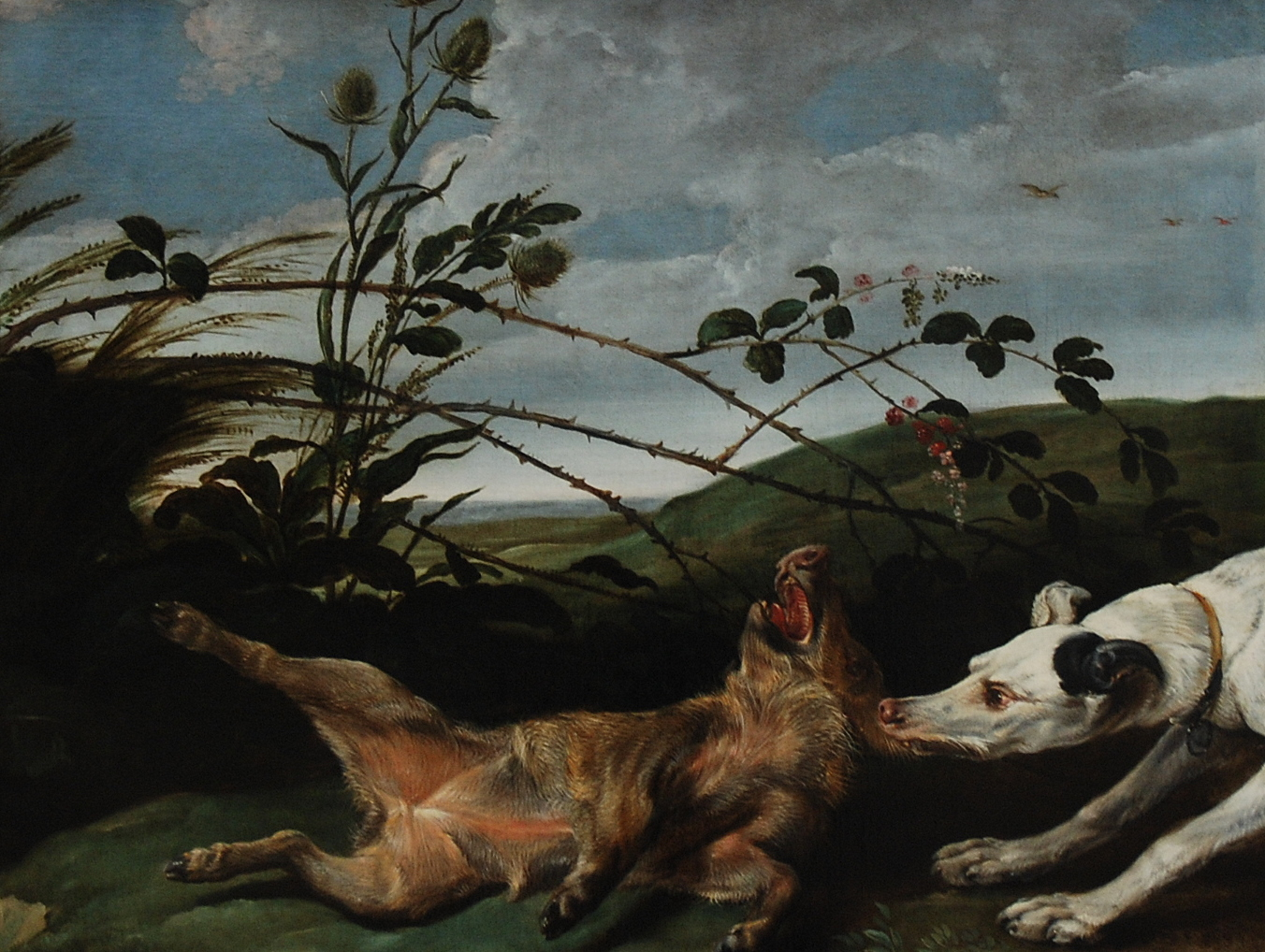
Jong everzwijn gegrepen door een jachthond, ca. 1620, Museum voor Schone Kunsten (Gent)
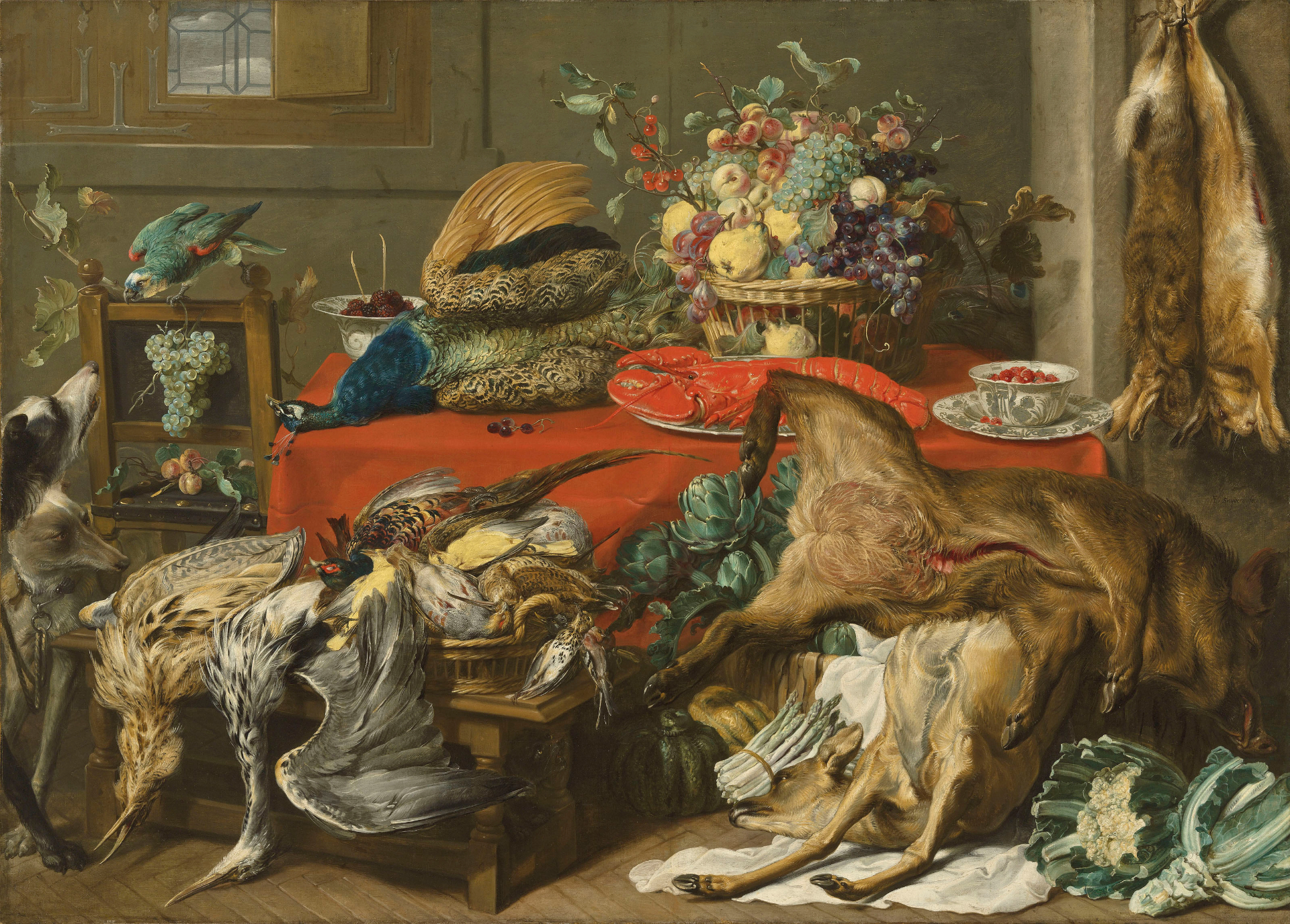
Voorraadkast met een tafel beladen met wild, kreeft, groenten en fruit, met een papegaai en twee jachthonden
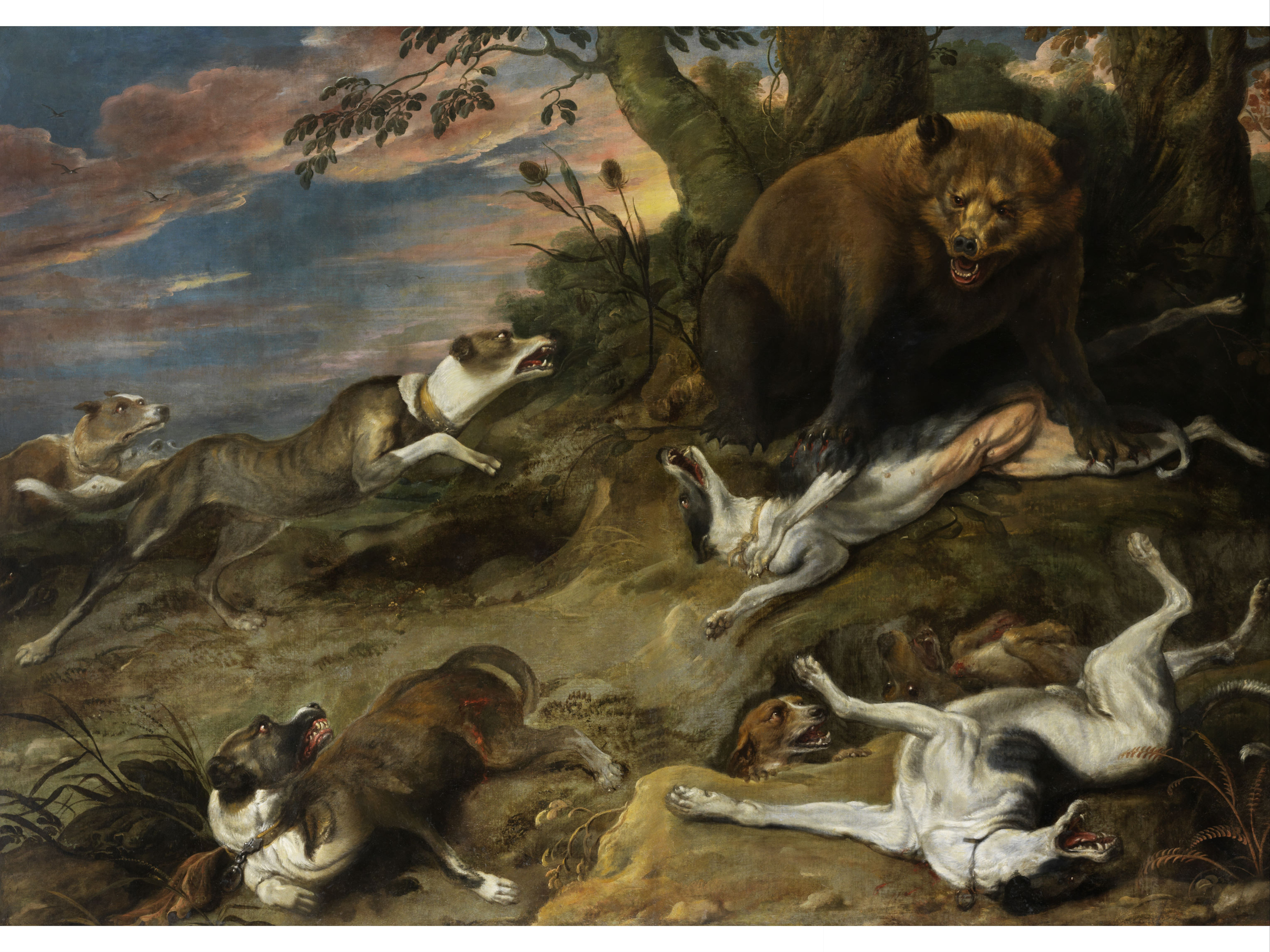
Jachthonden die op een beer jagen
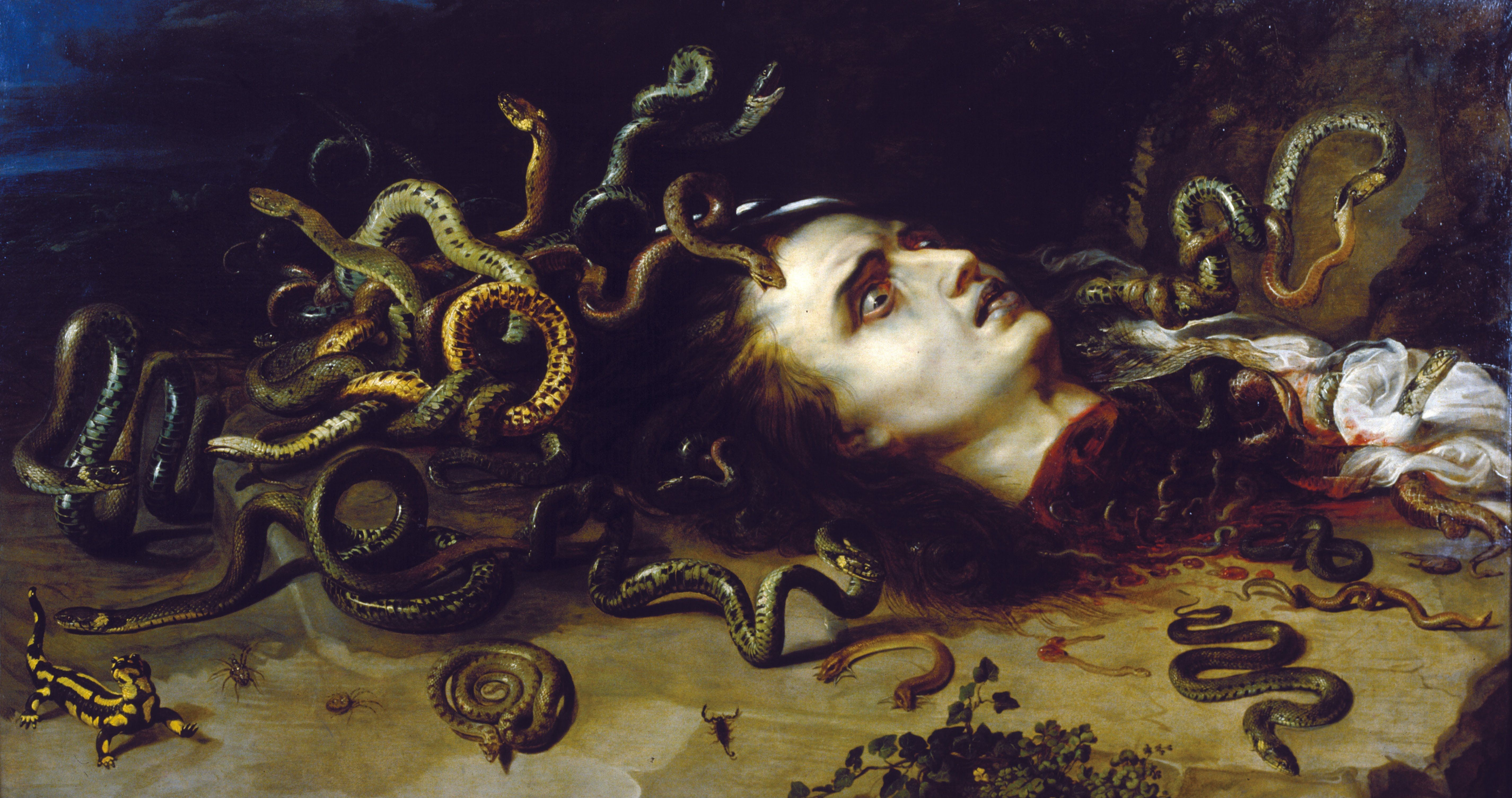
Hoofd van Medusa, ca. 1617, Moravká Galerie, Brno (samenwerking met Rubens)
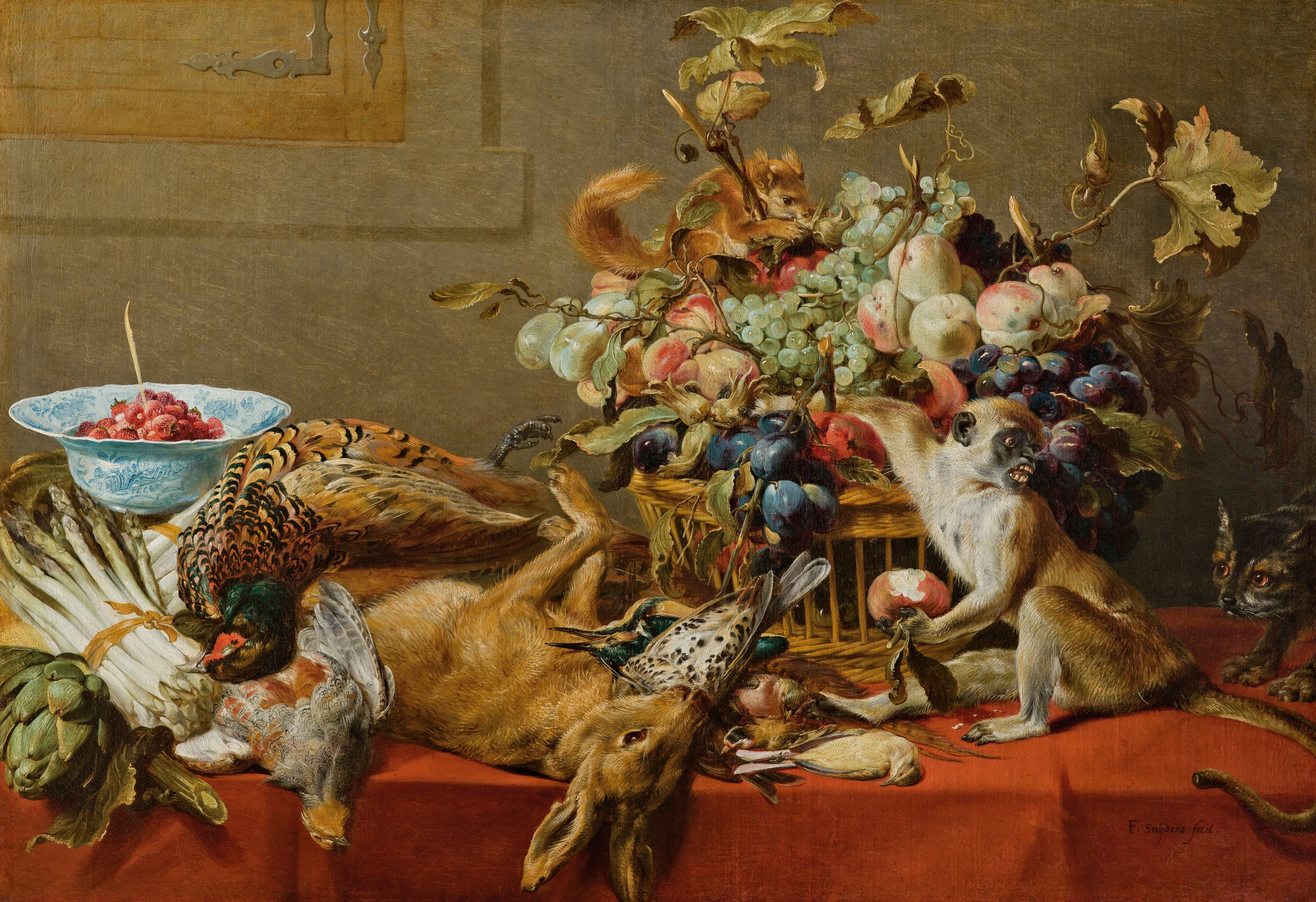
Stilleven met fruit, dood wild, groenten, een levende aap, eekhoorn en kat, Liechtenstein Museum, Wenen
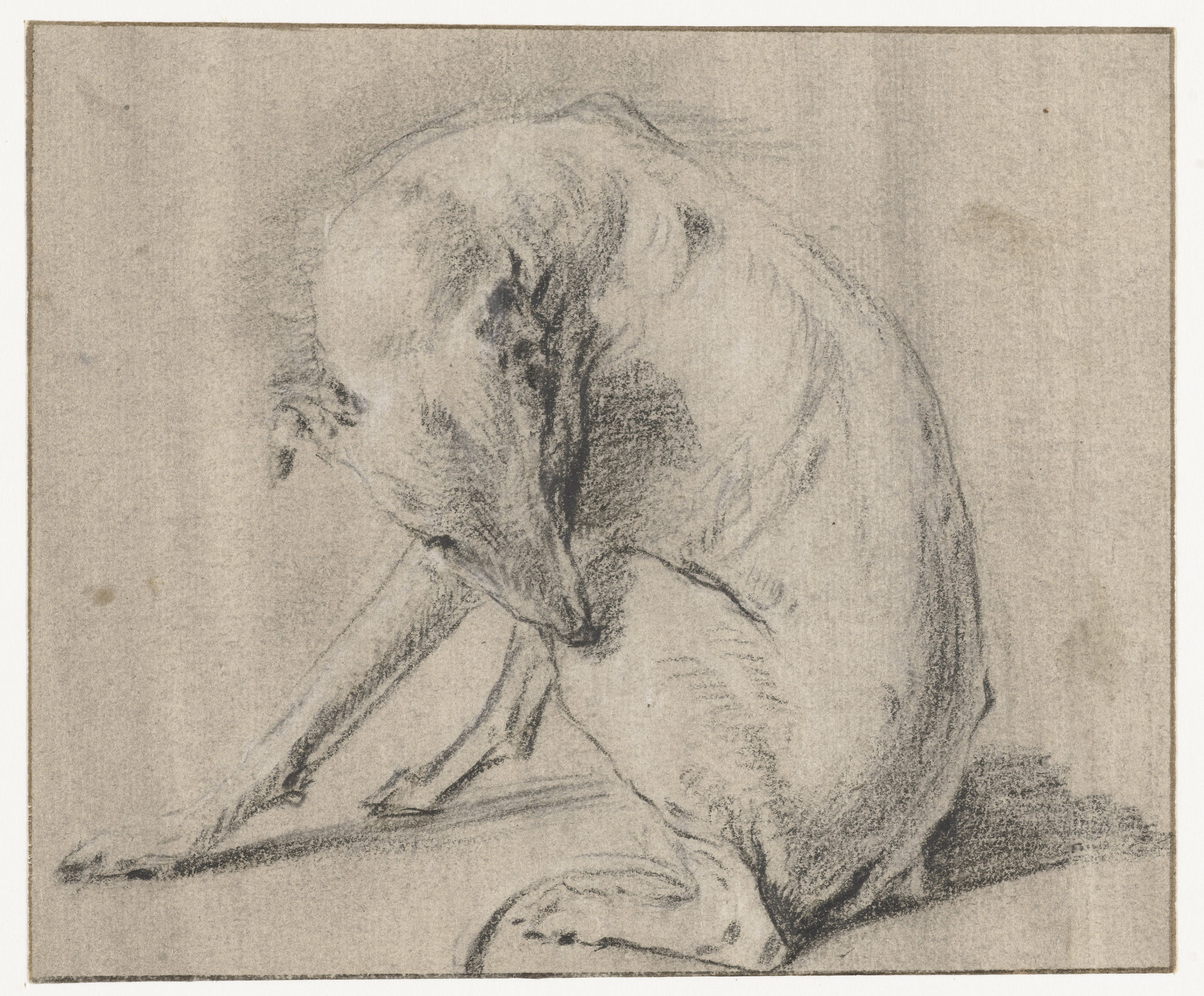
Een zittende hond die in zijn achterpoot bijt, Rijksmuseum, Amsterdam

## Bibliografische referenties en noten
1. ↑  Familienaam soms ook geschreven als 'Snyers' en voornaam als 'Franchoijs' of 'Fransoois'. De kunstenaar ondertekende documenten met 'franchoijs snijders'. In beide monografieën over de kunstenaar (Robels en Koslow) wordt de achternaam met y gespeld, terwijl de schilder zelf (ook op schilderijen) met 'ij' ondertekende, meestal tekende hij met de toevoeging 'fecit'.
2. 1 2 3  Frans Snyders op de site van de RKD. Gearchiveerd op 7 maart 2016.
3. 1 2 3 4 5 6  Matthias Depoorter, Frans Snijders op de site van barokinvlaanderen. Gearchiveerd op 27 januari 2023.
4. 1 2  Frans Jozef Peter Van den Branden, Geschiedenis der Antwerpsche schilderschool, Antwerpen, 1883, pp. 1132-1133
5. 1 2  Frans Snyders, The game dealer at Christie’s. Gearchiveerd op 26 november 2018.
6. ↑  Anne T. Woollett, Ariane van Suchtelen, et al, Rubens & Brueghel: A Working Friendship, Los Angeles: J. Paul Getty Museum, 2006. ISBN 978-0-89236-847-1
7. ↑  Peter van Boucle op de site van de RKD
8. ↑  J. J, Pérez Preciado, Frans Snyders, in: Enciclopedia online del Museo del Prado (2006). Gearchiveerd op 28 januari 2023.
9. 1 2  Frans Snyders op de site van Sphinx Fine Arts

- Biblioteca Nacional de España: XX1603042
- Bibliothèque nationale de France: cb13168612k (data)
- Biografisch Portaal: 43543767
- Stuttgart Database of Scientific Illustrators 1450–1950: 10968
- Gemeinsame Normdatei: 118748602
- International Standard Name Identifier: 0000 0001 2118 0758
- KulturNav: ee51014f-899d-4750-9ba6-fa3f00a96c7b
- Library of Congress Control Number: n91006941
- Nationale Bibliotheek van Letland: 000273907
- Nationale Bibliotheek van Tsjechië: ola2003172396
- Nationale Bibliotheek van Israël: 987007437880905171
- Nationale Bibliotheek van Polen: a0000003641077
- Nederlandse Thesaurus van Auteursnamen: 074832727
- RKD-Nederlands Instituut voor Kunstgeschiedenis: 73723
- SNAC: w6p854p9
- Système universitaire de documentation: 035119853
- Union List of Artist Names: 500115396
- Virtual International Authority File: 2609908
- WorldCat: E39PBJvHcWDKk3KY7MWTVCGT73

- M. Jaffé, 'Rubens and Snijders: a fruitful partnership', Apollo 93 (1971), p. 184-196
- Koslow, Susan, Frans Snyders, The noble estate. Seventeenth-century still-life and animal painting in the southern Netherlands, Antwerp, Fonds Mercator Paribas, 1995, ISBN 9061533430
- A. Balis, ‘Rubens en zijn atelier: een probleemstelling’ Rubens: Een genie aan het werk. Rondom de Rubenswerken in de Koninklijke Musea voor Schone Kunsten van België, vol. tent.cat. (Brussel -Koninklijke Musea voor Schone Kunsten van België- 2007-2008) pp. 30–51